# Wilaya de Sidi Bel Abbès
La wilaya de Sidi Bel Abbès, (en berbère : ⵜⴰⵎⵏⴰⴹⵜ l ⵙⵉⴷⵉ ⴱⵍ ⴰⴱⴱⴰⵙ, Tamnaḍt n Sidi Bel Abbes, en arabe : ولاية سيدي بلعباس) est une wilaya algérienne située au centre de l'Oranie. C'est une région à forte vocation agricole, dont le chef-lieu, Sidi Bel Abbès, est une importante agglomération algérienne.

## Géographie

### Communes limitrophes
Sidi Bel Abbès est limitrophe des communes suivantes:
| Wilaya d'Aïn Témouchent | Wilaya d'Oran            | Wilaya de Mascara  |
| Wilaya de Tlemcen       | wilaya de Sidi Bel Abbès | Wilaya de Saïda    |
| Wilaya de Naâma         | Wilaya de Naâma          | Wilaya d'El Bayadh |

### Situation
La wilaya de Sidi Bel Abbès est située dans le Nord-Ouest algérien, occupant une position géographique stratégique qui couvre environ 9 150,63 km², soit 15 % du territoire de la région. Positionnée au carrefour de plusieurs wilayas importantes (Oran, Ain Témouchent, Mascara, Tlemcen, Saida, Nâama et El Bayad), elle se trouve à des distances modestes des principales villes de l'ouest : à 65 km d'Ain Témouchent, 80 km d'Oran, 90 km de Tlemcen et Mascara, 100 km de Saida, 140 km de Mostaganem et 150 km de Maghnia, Relizane et Ghazaouet.

### Géologie et relief
Le site de Sidi Bel Abbès s'étend sur un vaste territoire de 9 150,63 km², offrant une configuration géographique complexe et stratégique. La wilaya se déploie sur trois ensembles naturels distincts : 3 660,80 km² (40 %) de steppe, 2 250,37 km² (24,59 %) de zones montagneuses et 3 239,44 km² (34,40 %) de plaines. Le relief est marqué par les monts de Tessala au nord, les monts de Beni Chougrane et les monts de Dhaya dans la partie centrale, formant un paysage géologique varié composé essentiellement de calcaires friables dont la prédominance varie entre 45 % et 80 % selon les massifs. Les formations géologiques révèlent une succession de terrains allant des chaînes telliennes internes aux plaines steppiques, avec des substrats composés de dépôts lacustres, de croûtes calcaires et d'alluvions, notamment dans les vallées de l'Oued Sarno et de l'Oued Mekerra. Cette diversité géomorphologique, conjuguée à sa position centrale dans le Nord-Ouest algérien, fait de Sidi Bel Abbès un carrefour territorial unique, reliant les principales wilayas de la région et offrant des paysages naturels remarquablement variés.

### Climatologie
La wilaya appartient à l’étage bioclimatique méditerranéen. D’une manière générale la wilaya se distingue par le climat humide et froid en hiver, sec et chaud en été, printemps et automne de courte durée.

### Les Zones de Plaine
Elles couvrent une superficie totale de l’ordre de 3.239,44 km² soit 35,40% de l’espace wilaya. Elles sont représentées par la plaine de Sidi Bel Abbes environ 2.102,85 km² dont l’altitude varie entre 400 à 800 m et les hautes plaines de Telagh environ 1.136,59 km² dont l’altitude varie de 400 à 1.000 m.

#### Les Zones de Steppe
Elles constituent le sud de la wilaya et occupent une superficie totale de l’ordre de 3.660,82 km² soit 40% de l’espace wilaya dont l’altitude varie de 1.000 à 1.400 m.

## Histoire

### Préhistoire
Des découvertes archéologiques ont démontré que la région de Sidi Bel Abbes possédait des ruines datant de la préhistoire, considérées comme l’un des plus anciens monuments préhistoriques du monde. Ces découvertes, situées aux environs d'El Ksar et d'El Malah près de la commune de Sidi Ali Boussidi, témoignent d'une présence humaine datant de plus de 15 000 ans. Bien que la présence humaine préhistorique soit prouvée, l'histoire de la région reste inconnue avant l'avènement des Romains. Les informations détenues par les chercheurs se limitent à des hypothèses historiques, et bien que les Berbères, ou Amazighs, soient considérés comme les premiers habitants, peu d'informations sur leur origine et leur histoire ont été trouvées.

### Époque romaine
Les sources historiques laissées par les Romains, les Grecs et les Byzantins, telles que celles de Salost et d'Hérodote, décrivent les événements vécus par ces envahisseurs en Algérie. La région de Sidi Bel Abbes était un berceau des Amazighs, qui pratiquaient l'agriculture et l'élevage, hérités des Phéniciens. Les nombreux cours d'eau ont facilité la récupération des terres et le développement d'un système d'irrigation entre Ain Trid et Tessala. Des découvertes d'outils en pierre près de Sidi Bel Abbes, ainsi que des sites tels que Lamtar et Sidi Ali Ben Youb, témoignent de cette époque.
Les Romains occupaient partiellement l'ouest du pays, leur concentration militaire se limitant à quelques monuments historiques servant de fortifications, bâties sur les hauts plateaux comme le mont Tessala. Des ruines romaines ont été découvertes à Sidi Ali Ben Youb, indiquant la présence de bains minéraux et d'un village romain dans la région.

### Vandales et royaume de Masuna
Après la chute de l'occupation romaine, les Vandales, menés par Genséric, envahirent le pays en 429 apr. J.-C. Des fresques découvertes à Altava montrent qu'en l'an 508 apr. J.-C., le roi des tribus berbères et romaines, Masuna, exerçait son autorité sur la région.

### Occupation byzantine
L'occupation byzantine ne couvrait pas tout le territoire, se limitant aux régions sous leur contrôle. Les abus de pouvoir et l'imposition d'impôts ont provoqué des résistances jusqu'à l'arrivée des conquêtes arabo-islamiques.

### Conquêtes islamiques
Avec l'arrivée des Arabes musulmans, la région de Sidi Bel Abbes est devenue sous l'autorité des Rastamides. Au Xe siècle, elle était sous le contrôle des Fatimides, qui ont vaincu le royaume de Rastmaya en 909 apr. J.-C. Les conflits internes et les luttes de pouvoir ont marqué cette période, jusqu'à la domination des Zianides.

### Protection ottomane
Au XIVe siècle, le royaume des Zianides a été attaqué par les croisés espagnols. Au début du XVIe siècle, les Espagnols ont mené des raids dans la région, mais la résistance des tribus, notamment celle de Bani Amer, a contribué à préserver l'intégrité territoriale. En 1791, un traité a été signé, marquant la fin des incursions espagnoles dans la région.

## Organisation de la wilaya

### Walis
Le poste de wali de la wilaya de Sidi Bel Abbès a été occupé par plusieurs personnalités politiques nationales depuis 1972.
| N° | Wali                         | Début             | Fin               |
| -- | ---------------------------- | ----------------- | ----------------- |
| 1  | Baghdadi Laâlaouna           | 1972              | 30 janvier 1983   |
| 2  | Abdelkader Khelifa           | 30 janvier 1983   | 20 septembre 1987 |
| 3  |                              |                   |                   |
| 4  | Allel Birady                 | 29 mai 1989       | 29 juillet 1990   |
| 5  | Aomar Aït Larbi              | 29 juillet 1990   | 30 juin 1994      |
| 6  | Mohamed Abdenasser Benmihoud | 30 juin 1994      |                   |
| 7  | Noureddine Bedoui            |                   | 13 août 2000      |
| 8  | Brahim Bengayou              | 13 août 2000      | 17 août 2004      |
| 9  | Mokhtar Bentabet             | 17 août 2004      | 30 septembre 2010 |
| 10 | Yahia Fehim                  | 30 septembre 2010 | 4 mars 2013       |
| 11 | Mohamed Hattab               | 4 mars 2013       | 25 janvier 2020   |
| 12 | Mustapha Limani              | 25 janvier 2020   | 14 septembre 2022 |
| 13 | Samir Chibani                | 14 septembre 2022 | 28 novembre 2024  |
| 14 | Kamel Hadji                  | 28 novembre 2024  | en cours          |

### Daïras de la wilaya de Sidi Bel Abbès
La wilaya de Sidi Bel Abbès compte quinze (15) daïras.

### Communes de la wilaya de Sidi Bel Abbès
La wilaya de Sidi Bel Abbès compte cinquante deux (52) communes.

## Ressources hydriques

### Barrages
Cette wilaya comprend les barrages suivants: le barrage de Sarno et le barrage de Tabia.Ces barrages font partie des 65 barrages opérationnels en Algérie alors que trente autres sont en cours de construction en 2015.

## Institut national de recherche forestière
La wilaya abrite à Telagh, une station de recherche et d'expérimentation rattachée à l'Institut national de recherche forestière.

## Santé

### Infrastructure hospitalière
La wilaya de Sidi Bel Abbès dispose d'un réseau hospitalier diversifié, comprenant des établissements publics et privés assurant des soins spécialisés et de proximité.

#### Centre Hospitalo-Universitaire
- Centre Hospitalo-Universitaire Docteur Abdelkader Hassani : Capacité de 616 lits.

#### Établissements Hospitaliers Spécialisés (EHS)
- EHS en Gynéco-obstétrique : 150 lits.
- EHS en Psychiatrie : 120 lits.
- EHS en Lutte Contre le Cancer : 120 lits.

#### Établissements Publics Hospitaliers (EPH)
- EPH Sidi Bel Abbès « Dahmani Slimene » : 120 lits.
- EPH Telagh : 178 lits.
- EPH Ben Badis : 124 lits.
- EPH Ras El Ma : 60 lits.
- EPH Tabia : 60 lits.

#### Établissements Publics de Santé de Proximité (EPSP)
- EPSP Sidi Bel Abbès : 3 salles de soins, 19 polycliniques.
- EPSP Telagh : 23 salles de soins, 8 polycliniques, 1 maternité.
- EPSP Sfisef : 15 salles de soins, 6 polycliniques, 2 maternités.
- EPSP Ain El Berd : 10 salles de soins, 9 polycliniques, 1 maternité.
- EPSP Lamtar : 20 salles de soins, 14 polycliniques, 2 maternités.
- EPSP Tenira : 15 salles de soins, 6 polycliniques, 1 maternité.
- EPSP Marhoum : 8 salles de soins, 3 polycliniques, 1 maternité.

#### Secteur Privé
- Établissement Hospitalier Privé Les Rosiers : 24 lits.
- Établissement Hospitalier Privé Chiali : 20 lits.
- Centres d’hémodialyse : Renadial 1, Renadial 2, El Wissem.
- Centres d’imagerie et de diagnostic :
  - Centre d’Imagerie Médicale Chiali.
  - Centre de Diagnostic El Hellel.
  - Clinique Dentaire Ben Hamadi.

## Économie
La commune chef lieu de Sidi Bel Abbès dispose d’une zone industrielle située à l’est de la ville, en bordure de la RN 07 vers Mascara. Elle se situe en continuité avec le tissu urbain actuel et tendrait vers une conurbation avec les nouvelles extensions de la ville. Elle s’étend sur plus de 434 hectares d’un seul tenant et dispose de trois accès principaux.
Le tissu industriel de la ville s'articule autour des activités économiques suivantes: l'industrie électronique, l'industrie machinisme agricole, l'industrie alimentaire, l'industrie parapharmaceutique, des sièges d’administrations et autres manufactures privés.

## Tourisme

### Lieux et monuments
La wilaya compte en son sein quelques édifices emblématiques: 
- Le château Bleuze : le château contient une immense cave ou un grand tunnel souterrain ; Jules-Louis-Joseph Bleuze qui en était le propriétaire et le maire de Sidi Brahim, a été assassiné avec sa servante, en 1875, par Bouhadi ben Ganach qui sera exécuté, tout en protestant de son innocence[14],[15].
- Le château Perrin : ce château à l'entrée de Détrie, appartenait à une certaine famille venue en 1845, d'origine française, « la famille Perrin » à l'époque de l'occupation française[16],[17].